# Nothomiza pulchra
Nothomiza pulchra là một loài bướm đêm trong họ Geometridae.